# Efeito Soret
Efeito Soret ou termoforese é um fenómeno observado quando existe a mistura de dois ou mais tipos de partículas que se movimentam ao serem submetidas à força de um gradiente de temperatura e a diferentes tipos de partículas.
Desta forma, o efeito Soret, é um fenômeno ligado a gradientes de temperatura que originam esta movimentação. A termoforese é geralmente importante para as partículas submicrónicas e ignorada nas partículas maiores.